# Vahur Kraft

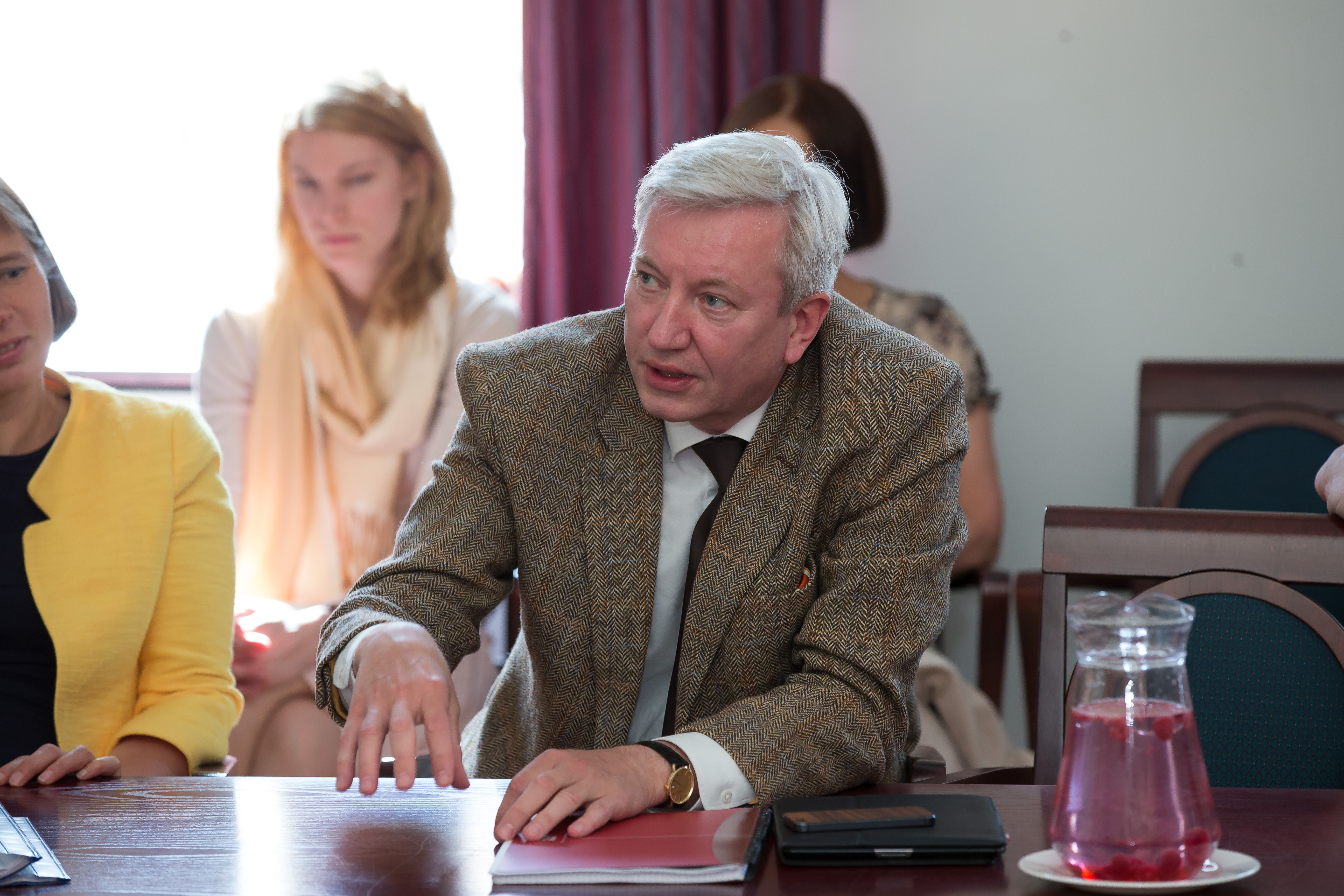
Vahur Kraft (2015)

Vahur Kraft (* 11. März 1961 in Tallinn) ist ein estnischer Wirtschaftswissenschaftler und Politiker. Er war von 1995 bis 2005 Präsident der Estnischen Zentralbank (Eesti Pank).

## Leben
Vahur Kraft schloss 1984 sein Studium der Wirtschaftswissenschaft an der Staatlichen Universität Tartu ab. Er bildete sich in den 1980er Jahren in Moskau, Finnland, Italien, Washington und Vilnius weiter. Von 1984 bis 1990 war er Abteilungsleiter der Sowjetischen Sparkasse in Tallinn. 1990/91 arbeitete Kraft als stellvertretender Vorsitzender der Geschäftsleitung der Estnischen Sozialbank (Eesti Sotsiaalpank).
Von 1991 bis 1995 war Vahur Kraft stellvertretender Präsident der Estnischen Zentralbank (Eesti Pank). Am 27. April 1995 löste er Siim Kallas als Präsident der Eesti Pank ab. Kraft hatte das Amt bis zum 7. Juni 2005 inne. Er wurde von Andres Lipstok abgelöst.
Vahur Kraft ist heute für den finnischen Finanzkonzern Nordea in Estland tätig.
| Personendaten    | Personendaten           |
| ---------------- | ----------------------- |
| NAME             | Kraft, Vahur            |
| KURZBESCHREIBUNG | estnischer Finanzökonom |
| GEBURTSDATUM     | 11. März 1961           |
| GEBURTSORT       | Tallinn                 |